# Papa Camara
Papa Camara (Dakar, África Occidental Francesa, 1951-Conakri, Guinea, 4 de enero de 2018) fue un futbolista y entrenador de fútbol de Guinea que jugó en la posición de delantero.

## Carrera

### Club
Jugó toda su carrera con el Hafia FC de 1970 a 1986 con los que anotó 142 goles en 532 partidos, ganó 12 títulos de campeón de liga y tres ediciones de la Copa Africana de Clubes Campeones.

### Selección nacional
Jugó para Guinea en 42 ocasiones de 1973 a 1987 y anotó 6 goles; participó en tres ediciones de la Copa Africana de Naciones.

### Entrenador
Dirigió a Guinea en la Copa Africana de Naciones 1994.

## Logros
- Campeonato Nacional de Guinea (12): 1971, 1972, 1973, 1974, 1975, 1976, 1977, 1978, 1979, 1982, 1983, 1985
- Copa Africana de Clubes Campeones (3): 1972, 1975, 1977